# Niederlachen-Untere Au

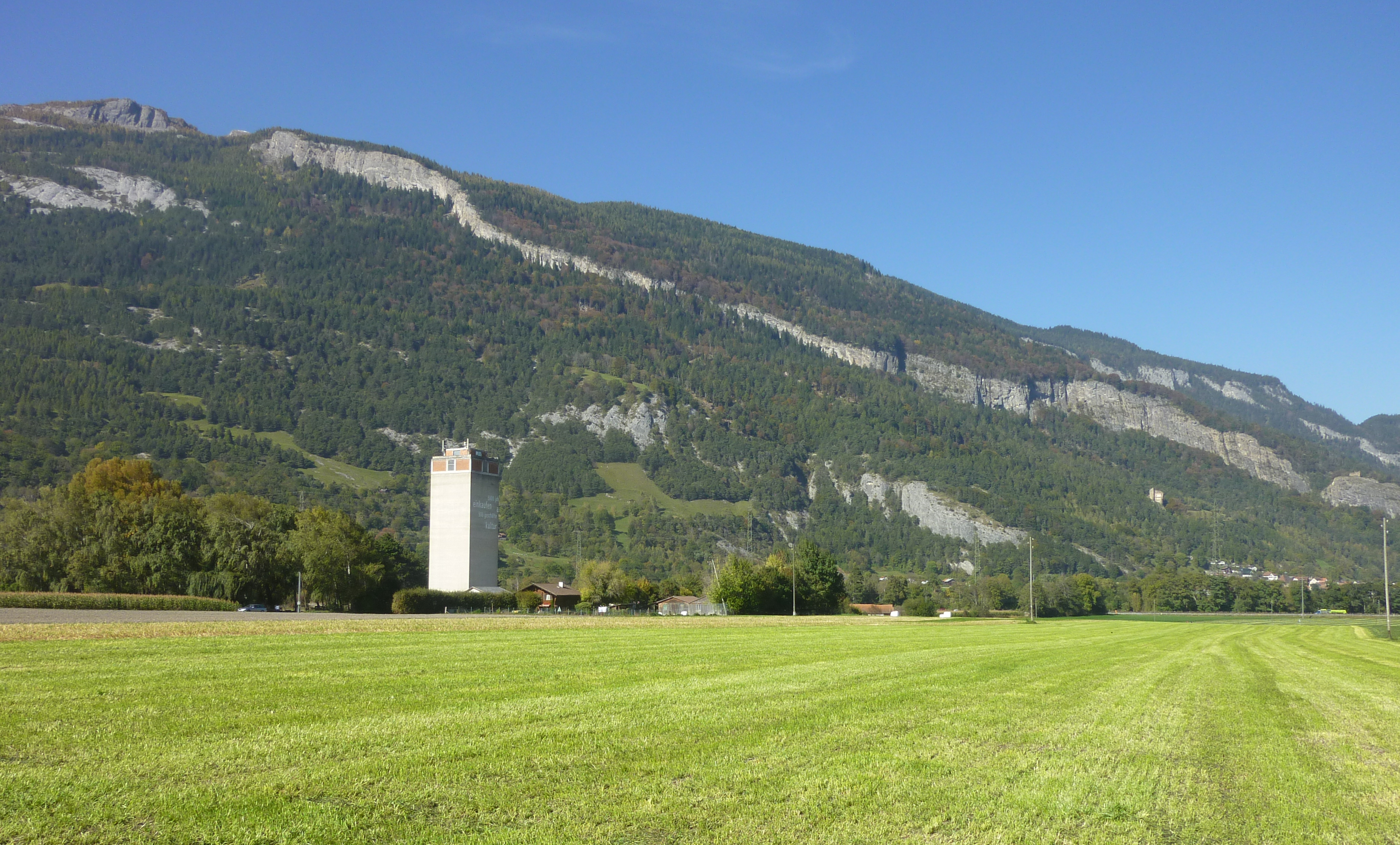
Chur Niederlachen-Untere Au mit dem Turm der Rheinmühle

Das Quartier Niederlachen-Untere Au ist ein Ortsteil in Chur im schweizerischen Kanton Graubünden. Es grenzt an die Quartiere Dreibünden, Giacometti, Rhein und Wiesental.
Das Quartier liegt im Süden von Rhein und Autobahn A13 und ist kaum überbaut. Auffällige Gebäude sind der Hof von A.Mehli mit der Rheinmühle und ein weiterer Bauernhof der Familie. Durch das Quartier fliesst der Mühlbach, der  westlich der Abwasserreinigungsanlage in den Rhein mündet.
Koordinaten: 46° 51′ 57″ N, 9° 31′ 32,2″ O; CH1903: 759107 / 192637